# Euspondylus
Euspondylus es un género de lagartos de la familia Gymnophthalmidae. Incluye diez especies que se distribuyen por las regiones montanas y premontanas del norte de Sudamérica. 

## Especies
Se reconoce a las siguientes especies:
- Euspondylus acutirostris (Peters, 1863)
- Euspondylus auyanensis Myers, Rivas & Jadin, 2009
- Euspondylus caideni Köhler, 2003
- Euspondylus guentheri (O’Shaughnessy, 1881)
- Euspondylus josyi Köhler, 2003
- Euspondylus maculatus Tschudi, 1845
- Euspondylus monsfumus Mijares-Urrutia, Señaris & Arends, 2001
- Euspondylus nellycarrillae Köhler & Lehr, 2004
- Euspondylus paxcorpus Doan & Adams, 2015[3]
- Euspondylus simonsii Boulenger, 1901

Hasta hace poco Proctoporus chasqui, Proctoporus oreades, Proctoporus rahmi y Proctoporus spinalis se incluían en este género.